# La Arboleda (Ichilo)
La Arboleda ist eine Ortschaft im Departamento Santa Cruz im Tiefland des südamerikanischen Andenstaates Bolivien.

## Lage im Nahraum
La Arboleda ist der viertgrößte Ort des Municipio Buena Vista in der Provinz Ichilo. Die Ortschaft liegt auf einer Höhe von 325 m zwischen dem Río Surutú im Westen und dem Río Palometillas im Osten, die beide in nördliche Richtungen fließen.

## Geographie
La Arboleda liegt im tropisch feucht-heißen Monsunklima vor dem Ostrand der Anden-Gebirgskette der Cordillera Oriental. Die Region war vor der Kolonisierung von Monsunwald bedeckt, ist heute aber größtenteils Kulturland.
Die mittlere Durchschnittstemperatur der Region liegt bei knapp 24 °C (siehe Klimadiagramm Warnes), die Monatswerte schwanken zwischen 20 °C im Juni/Juli und 26 °C von November bis Februar. Der Jahresniederschlag beträgt etwa 1300 mm, die Monatsniederschläge sind ergiebig und liegen zwischen 35 mm im August und 200 mm im Januar.

## Verkehrsnetz
La Arboleda liegt in einer Entfernung von 100 Straßenkilometern nordwestlich von Santa Cruz, der Hauptstadt des Departamentos.
Von Santa Cruz aus führt die asphaltierte Nationalstraße Ruta 4 über Warnes und Montero nach Portachuelo, und von dort aus weiter über La Arboleda in westlicher Richtung nach Cochabamba und weiter bis nach Tambo Quemado an der chilenischen Grenze.

## Bevölkerung
Die Einwohnerzahl der Ortschaft ist in dem Jahrzehnt zwischen den beiden letzten Volkszählungen um ein Viertel zurückgegangen:
| Jahr | Einwohner         | Quelle       |
| ---- | ----------------- | ------------ |
| 1992 | keine Detaildaten | Volkszählung |
| 2001 | 744               | Volkszählung |
| 2012 | 560               | Volkszählung |
| 2024 |                   | Volkszählung |